# Победа (авиакомпания)
«Побе́да» (юридическое название — ООО «Авиакомпания Победа») — российская бюджетная авиакомпания, дочернее предприятие группы «Аэрофлот — Российские авиалинии», базируется в московском аэропорту Внуково. Основана 16 сентября 2014 года взамен прекратившего полёты из-за санкций Европейского союза «Добролёта». Суточный налёт самолётов авиакомпании в 2017 году был самым высоким в мире — 15—16 часов, что выше, чем у крупнейших мировых лоукостеров — американской Southwest и ирландской Ryanair.
Российская авиакомпания «Побе́да» вызывала у пассажиров больше негатива, чем одобрения; стала предметом критики среди пассажиров и СМИ. Была фигурантом судебных дел. Верховный суд Российской Федерации признал незаконными габариты ручной клади авиакомпании «Победа». Установленные авиакомпанией «Победа» габариты для ручной клади нарушали права пассажиров.
Авиакомпания получила от европейских лизингодателей уведомления о расторжении договоров и необходимости вернуть лайнеры, которое не было исполнено. 11 апреля 2022 года авиакомпания внесена в чёрный список Евросоюза из-за того, что её самолёты не соответствуют «международным стандартам безопасности» (после запрета на продажу запчастей).

## История
Авиакомпания «Победа» была основана после того, как 30 июля 2014 года против авиакомпании «Добролёт» были введены санкции Европейского союза за полёты в Симферополь, вследствие чего 3 августа авиакомпания была вынуждена прекратить выполнение всех своих рейсов.
Изначально планировалось, что «Аэрофлот» не будет развивать бренд «Победа», ожидая возможного снятия санкций с «Добролёта». Однако в конце октября 2014 года авиакомпания получила название «Победа».
С 11 ноября 2014 года запущены в продажу билеты по шести направлениям из Москвы и обратно, при этом за первые двенадцать часов продано более 7 тыс. билетов, а за неделю работы — 20 тысяч. 1 декабря авиакомпания выполнила свой первый рейс в Волгоград из московского аэропорта Внуково.
С 12 ноября 2015 года открыта продажа билетов на рейсы в Братиславу. Полёты начались с 19 декабря.
С 21 декабря 2015 осуществляется регулярное авиасообщение между Внуково и итальянским аэропортом Бергамо Орио-аль-Серио.
С 15 февраля 2016 года авиакомпания «Победа» открыла продажу билетов на рейсы по направлению Москва — Кёльн. Для пассажиров изначально также была предусмотрена возможность добраться до Дюссельдорфа и Леверкузена на специальном трансфере от аэропорта Кёльна по единому билету Fly&Bus.
Авиакомпания «Победа» исключила из летнего расписания перелёты Москва — Калининград. Освободившиеся места используют на более популярных направлениях, — пояснили представители лоукостера. Последний вылет по направлению выполнили 26 марта 2016 года.
Количество пассажиров, обслуженных авиакомпанией «Победа», в июне 2017 года достигла отметки в 10 миллионов. 27 июня 2017 года из махачкалинского аэропорта вылетел 10-миллионный пассажир «Победы», которого поздравил гендиректор компании Андрей Калмыков.
5 ноября 2017 выполнен первый коммерческий рейс нового Boeing 737—800. Это первая машина авиакомпании, оснащённая законцовками крыла Split Scimitar. К началу 2020 года поставили ещё 17 аналогичных самолётов.
Из-за пандемии коронавируса в течение марта 2020 года авиакомпания постепенно отменила все международные рейсы. 1 апреля 2020 авиакомпания прекратила выполнение всех остальных рейсов, таким образом полностью приостановив деятельность. 31 мая авиакомпания возобновила полёты по России, а 1 августа возобновлены и международные полёты, прежде всего — в Турцию.
Осенью 2020 года авиакомпания «Победа» объявила об открытии рейсов в Турцию из регионов. Так, 17 сентября 2020 года был запущен прямой рейс DP-957 Казань ― Анталья, а на лето 2021 года планировались рейсы в Анталью из Уфы, Минеральных Вод, Екатеринбурга, Новосибирска и Перми. Но в связи с решением оперштаба приостановить полёты в Турцию до 22 июня 2021 года рейсы так и не состоялись.
В январе 2021 года авиакомпания «Победа» объявила, что разрешит пассажирам выкупать авиабилет на соседнее кресло. Стоимость услуги будет равна стоимости авиабилета на рейс. Соседнее кресло в салоне самолёта можно будет оставить свободным для личного комфорта или разместить на нём дополнительную ручную кладь. Её габариты не должны превышать 38х40х110 см, а вес — 32 кг.
В августе 2021 года генеральный директор «Победы» Андрей Калмыков высказался против государственной компенсации потерь в пользу авиакомпаний в связи с отменами и запретами полётов на различных направлениях на фоне пандемии коронавируса, сославшись на характерные для авиабизнеса риски.
4 марта 2022 года Андрей Калмыков покинул пост генерального директора авиакомпании. Временно исполняющим обязанности гендиректора назначен его заместитель по инженерно-авиационному обеспечению Андрей Юриков.
16 августа 2022 года решением совета директоров авиакомпании «Победа», генеральным директором назначен Дмитрий Тыщук, ранее занимавший пост первого заместителя генерального директора авиакомпании «Аврора».
В августе 2022 года стало известно, что «Победа» переведёт большую часть рейсов в Шереметьево. Таким образом «Аэрофлот» планирует поддержать аэропорт, лишившийся значительной доли зарубежных перевозок. «Победе» этот переезд может обойтись в 2 млрд рублей неустоек за досрочное расторжение контракта со Внуково.
В январе 2023 года стало известно, что компания «Победа» получила сертификат разработчика авиатехники от «Росавиации».
В ноябре 2023 года стало известно, что компания «Победа» лишилась сертификата разработчика авиатехники от «Росавиации».

## Деятельность
|                               | 2014   | 2015  | 2016 | 2017 | 2018  | 2019 | 2020 | Источники                        |
| ----------------------------- | ------ | ----- | ---- | ---- | ----- | ---- | ---- | -------------------------------- |
| Выручка, млрд руб.            | 0,11   | 11,03 | 18,7 | 20,6 | 35,53 |      | 36,2 | [ 35 ] [ 36 ] [ 37 ]             |
| Чистая прибыль, млрд руб.     | (0,27) | 0,037 | 3,3  | 2,8  | 2,013 | 4,9  | 1,4  | [ 35 ] [ 36 ] [ 37 ] [ 38 ]      |
| Пассажиропоток, млн пасс.     | 0,11   | 3,1   | 4,3  | 4,6  | 7,2   | 10,3 | 9,1  | [ комм. 1 ] [ 39 ] [ 40 ] [ 41 ] |
| Занятость кресел, проц.       | 78     | 81,2  | 88,3 | 94,2 | 94,1  | 94   | 92   | [ комм. 2 ] [ 39 ] [ 40 ] [ 38 ] |
| Среднесут. налёт борта, часов | 11*    | 11,5  | 12,5 | 13,2 | 16*   |      |      | [ комм. 3 ] [ 42 ]               |
| Парк судов на конец года, ед. | 3      | 12    | 12   | 16   | 24*   | 30   | 34   | [ комм. 4 ] [ 38 ] [ 39 ] [ 43 ] |

## Маршрутная сеть
В зимнем сезоне 2021/2022 годов маршрутная сеть авиакомпании состояла из 85 направлений, среди которых 34 региональных маршрута не связанных с Московским авиационным узлом.
В зимнем сезоне 2022/2023 годов маршрутная сеть авиакомпании состояла из 69 направлений, среди которых 29 региональных маршрута не связаны с Московским авиационным узлом, в том числе рейсы в Дубай, ОАЭ из Владикавказа, Махачкалы и Волгограда.

## Флот
По состоянию на март 2025 года размер флота ООО «Авиакомпания „Победа“» составляет 42 самолёта:
Заказанные пассажирские самолёты поставляются авиакомпании «Победа» в рамках лизинговых соглашений, в том числе с крупными иностранными лизингодателями вроде китайской лизинговой компании BOC Aviation (на 75 % принадлежит Bank of China) В лизинговых поставках самолётов Boeing 737 MAX 8 будут участвовать ирландская компания SMBC Aviation Capital (15 самолётов на 10 лет) и ирландско-американская GECAS (5 самолётов на 9 лет).
В марте 2022 года сообщалось, что «Победа» сократит оперативный авиапарк с 41 самолёта до 25; 16 самолётов, исключённых из авиапарка, не будут летать до конца 2022 года. На январь 2023 года средний возраст самолётов составляет 5,8 лет.

### Регистрация воздушных судов
После требования иностранных лизингодателей вернуть самолёты, «Победа» прекратила полёты за рубеж с 8 марта 2022 года из-за риска их ареста. При этом самолёты были поставлены на регистрацию в Россию, но не сняты с иностранной регистрации. Летом 2022 года «Победе» удалось снять ряд самолётов с регистрации на Бермудах. Эти воздушные суда были оформлены в сублизинг у «Аэрофлота», и «Победа» смогла возобновить на них полёты за рубеж без риска ареста.

### Ливрея и именные самолёты
Борты авиакомпании носят надпись «Победа» и три синие точки на левой стороне фюзеляжа, надпись «Pobeda» и три синие точки — на правой. Стабилизатор синий и также носит логотип «Победы».

## Санкции
В конце февраля 2022 года в результате санкций три Boeing «Победы» (VP-BQZ, VQ-BTC, VP-BQY) были арестованы в Вильнюсе, Стамбуле и Остраве. По этим, а также остальным самолётам Boeing авиакомпании попытки урегулировать споры продолжаются до сих пор.
1 мая 2024 года, за «полномасштабную войну и применение химического оружия против Украины», авиакомпания включена в блокирующий санкционный список США. По данным властей, авиакомпания нарушала авиасанкции, которые запрещают поставки в Россию компонентов и запчастей для самолётов, также компания продолжает летать на самолётах американского и европейского производства, а в 2023 году приобрела подсанкционные детали на $1 млн. Также отмечается что «Победа» участвовала в транспортировке запчастей для самолётов из Индии через авиакомпанию Mahan Air. После внесения компании в санкционный список, её активы подлежат блокировке, также блокируются все дочерние структуры, где «Победа» владеет долей более 50 %, американским гражданам и компаниям запрещены любые операции с «Победой». 13 июня 2024 года авиакомпания была включена в санкционный список Канады.

## Правила перевозки пассажиров
Правила авиакомпании ранее предусматривали взимание платы за провоз в салоне рюкзаков, пакетов из магазинов беспошлинной торговли и прочих предметов, которые не указаны в перечне бесплатной ручной клади. По Воздушному кодексу РФ пассажир может бесплатно провезти до 10 килограммов багажа, а также брать на борт самолёта 18 небольших предметов, в том числе дамскую сумочку или портфель, папку для бумаг, зонтик, верхнюю одежду и ноутбук. За провоз ручной клади, не входящей в список бесплатных предметов, «Победа» взимает от 999 до 2000 рублей за каждое место.
С 10 декабря 2017 г. «Победа» запретила пассажирам брать с собой в салон самолёта вещи, превышающие по размеру норму для бесплатной ручной клади. Количество их не ограничивается, но их максимальные габариты не должны быть больше 36×30×27 см. Услуга платного провоза багажа в салоне — отменена.
С 18 февраля 2019 года авиакомпания «Победа» ограничила размер провоза ручной клади в самолёте до 36×30×4 см, весом не более 10 кг. При этом вернулась возможность бесплатно взять с собой на борт некоторые предметы сверх нормы клади. Среди них рюкзак, портфель или дамская сумка габаритами 36×30×23 см, товары из магазинов беспошлинной торговли габаритами не более 10×10×5 см, лекарства, детское питание, букет цветов, верхняя одежда, костыли и кресло-коляска.
По многочисленным просьбам пассажиров авиакомпания «Победа» реализовала новую услугу на борту своих самолётов — сопровождение ребёнка, путешествующего без родителей или других ответственных за него лиц. Это помогает сэкономить родителям как бюджет, так и время. Дети в возрасте от 5 до 12 лет могут совершать самостоятельный перелёт на борту лайнера, но при обязательном заказе сопровождения. Стоимость — 4500 рублей.
19 февраля 2019 года Минтранс России, в связи с массовым поступлением жалоб граждан и публикациями в СМИ, направил в Ространснадзор запрос о проведении проверки в отношении ООО "Авиакомпания «Победа» в части нарушения законодательства при утверждении правил провоза ручной клади, вступивших в действие накануне.
В Минтрансе отметили, что понуждение пассажира к выбору, которое содержится в новых правилах, противоречит федеральным авиационным правилам «Общие правила воздушных перевозок пассажиров, багажа, грузов и требования к обслуживанию пассажиров, грузоотправителей, грузополучателей».
В августе 2019 года Управление Роспотребнадзора по Москве возбудило очередное административное дело в отношении авиакомпании «Победа» в связи с тем, что она не пустила пассажирку на рейс из-за превышения допустимых размеров ручной клади.
В ноябре 2019 отменена платная регистрация в зарубежных аэропортах.
В апреле 2025 года «Победа» запустила новую услугу «Сервис возврата». Сервис позволяет вернуть билеты, приобретённые по тарифу «Базовый». Приобрести «Сервис возврата» можно при бронировании билета — не позднее чем за 48 часов до вылета. Вернуть билет по данной услуге можно не позднее чем за 24 часа до вылета. Сбор составит от 999 рублей при полёте на внутреннем рейсе, от €10 — на международном и от 40 дирхамов на рейсах в ОАЭ.

## Авиационные происшествия
С воздушными судами авиакомпании «Победа» не происходило авиапроисшествий, приведших к потере воздушных судов, гибели пассажиров или членов экипажа.
11 ноября 2016 года в аэропорту Чебоксары после посадки Boeing 737-800 рейса Москва — Чебоксары выкатился за пределы взлётно-посадочной полосы почти на 20 метров. В результате происшествия никто не пострадал, пассажиры были оперативно эвакуированы.
19 мая 2018 года, при выполнении рейса Москва — Астрахань у Boeing 737-800, в небе над Воронежской областью отказал правый двигатель. Самолёт вернулся в Москву и совершил аварийную посадку в аэропорту Внуково. Никто из 170 пассажиров и членов экипажа не пострадал.
23 декабря 2019 года в аэропорту Победилово после рейса Москва — Киров самолёт Boeing 737-800 выкатился за пределы взлётно-посадочной полосы. Пострадавших нет.
В ноябре 2020 года Росавиация начала проверку инцидента с самолётом авиакомпании, который 11 ноября при выполнении рейса из Москвы в Екатеринбург двигался по траектории, напоминающей мужской член, которая была отражена на авиационном сервисе Flightradar24. Пилоты рейса при даче показаний авиакомиссии признали, что выполняли распоряжение руководства компании, после чего Росавиации поставила вопрос о соответствии руководства авиаперевозчика занимаемым должностям. По итогам проверки Росавиации виновным в происшествии был признан генеральный директор авиакомпании — Андрей Калмыков, который получил выговор от совета директоров компании.
17 января 2021 года самолёт авиакомпании «Победа», на борту которого находился российский оппозиционный политик Алексей Навальный, был перенаправлен из аэропорта Внуково в аэропорт Шереметьево, из-за чего время полёта увеличилось более чем на 30 минут.
8 января 2023 года самолёт авиакомпании «Победа» в аэропорту Перми выкатился с ВПП при попытке перевести двигатели во взлётный режим. В ходе инцидента никто не пострадал. По факту происшествия прокуратура проводит проверку.